# Offense

Positionen im American Football in einer I-Formation, Positionen der Offense sind blau markiert.

Offense (englisch für Angriff) ist ein Fachausdruck für die angreifende Mannschaft im American Football. Ihre Aufgabe ist es in die gegnerische Endzone zu kommen, um Punkte zu erzielen. Die verteidigende Mannschaft versucht sie davon abzuhalten.

## Positionen
Die Offense besteht aus elf Spielern, wovon sich mindestens sieben Spieler zum Beginn des Spielzuges an der Line of Scrimmage (LoS) aufstellen müssen. Diese Spieler sind für gewöhnlich die fünf Spieler der Offensive Line sowie zwei weitere Spieler. In einfachen Standardformationen sind dies der Tight End (TE) und der Split End (SE) – einer der Wide Receiver (WR). Den Ball bringt der Center (C) am Anfang des Spielzuges ins Spiel. Der Center wird flankiert von den Guards (OG oder G) (Left Guard (LG) und Right Guard (RG)). Neben den Guards stehen die beiden Offensive Tackle (OT). Spieler der Offensive Line sind nicht fangberechtigt. Die beiden Ends sind fangberechtigt, sofern sie eine legale Trikotnummer haben und sich auf ihrer Seite kein weiterer Spieler auf der Line of Scrimmage befindet.
Die wichtigste Position im Spielablauf ist der Quarterback (QB), dieser bestimmt gemeinsam mit dem Head Coach (oder dem Offensive Coordinator) die Spielzüge und wirft den Ball beziehungsweise übergibt ihn. Der Runningback (RB) ist der potentielle Ballempfänger im Laufspiel, der meist hinter oder neben dem Quarterback steht. In einigen Aufstellungen gibt es zwei oder auch gar keinen Runningback. Außerdem gibt es im Angriff die Tight Ends und die Wide Receiver, die so gut wie nur Bälle fangen. Die weitere Aufgabe des Tight Ends ist es, den Weg für den Runningback frei zu machen oder im Passspiel als zusätzlicher Blocker zu fungieren. Ein guter Receiver muss schnell, mittelschwer und sehr agil sein, um den Tackles der gegnerischen Safeties und Cornerbacks ausweichen zu können. Außerdem unterscheidet man bei den Runningbacks noch zwischen Fullback (FB) und Halfback (HB), der auch Tailback (TB) genannt wird.

## Formationen
Die Grundvoraussetzung für eine Offense-Formation sind mindestens sieben Spieler direkt an der Line of Scrimmage. Diese Spieler haben, abgesehen von den Tight Ends oder gegebenenfalls Wide Receivern, die Nummern 50 bis 79 und sind somit Ineligible Receivers, also ist es ihnen nicht erlaubt Vorwärts-Pässe zu fangen, die nicht durch beispielsweise einen Fumble oder eine Berührung durch einen Spieler frei wurden. Es gibt hauptsächlich fünf Formationen mit diversen Variationen. Die wohl bekannteste ist die I-Formation, bei der die Runningbacks in einer Reihe hinter dem direkt hinter dem Center stehenden Quarterback stehen. Von dieser Aufstellung gibt es wiederum Abwandlungen, bei denen der Fullback etwas mehr rechts oder links steht, diese werden dann mit dem Zusatz Offset behandelt. Eine oft verwendete Abwandlung ist die Power I, bei der ein zusätzlicher Runningback rechts oder links neben den anderen Runningbacks positioniert wird. Die T-Formation ist ähnlich wie die Power I, jedoch steht der hintere Runningback direkt neben dem Mittleren, so dass die Aufstellung wie ein „T“ aussieht. Bei der Pro-set-Formation stehen hinter dem Quarterback zwei Runningbacks versetzt wie bei der T-Formation, aber ohne mittleren Runningback. Wenn vor den beiden Runningbacks dann noch ein weiterer steht, ist das eine Wishbone-Formation (englisch für Wünschelrutenformation). Eine weitere bekannte Formation ist die Shotgun, bei der der Quarterback nicht direkt hinter dem Center steht, um mehr Zeit zu haben, bevor er getacklet wird. Diese Aufstellung wird oft benutzt, wenn die Mannschaft noch viele Yards bis zum First Down braucht. Diese Aufstellung wird auch manchmal mit fünf Wide Receivern, das heißt ohne Tight End oder Runningback verwendet. Eine Formation für ähnliche Situationen ist die Empty-Backfield-Formation (englisch für Leeres-Backfield-Formation), bei der fünf Wide Receiver und kein Runningback aufgestellt sind.

## Spezialisierungen
Jede Offense ist auf eine spezielle Taktik trainiert, diese wird meist an den Stärken der Spieler festgelegt. Hat die Mannschaft einen guten Runningback läuft sie vermehrt, hat sie einen besseren Quarterback und Wide Receiver wird der Ball öfter geworfen. Weiterhin gibt es auch Teams, bei denen die Lauf- und Wurfelemente gleich stark oder nur geringfügig verschiedenstark sind. Dort wird dann gleich viel gelaufen und gepasst. Diese Spezialisierungen gibt es auch in der Defense. Trifft also eine Offense mit guten Runningbacks auf eine Defense mit einer guten Passverteidigung, jedoch einer verhältnismäßig schlechten Laufverteidigung, ist die Offense im Vorteil.